# Горушки (Свердловская область)
Горушки — деревня в Пышминском городском округе Свердловской области России.

## Географическое положение
Горушки расположены в 27 километрах (по дорогам в 30 километрах) к югу от посёлка Пышма, на левом берегу реки Ключик — правого притока реки Дерней (бассейна реки Пышмы), вблизи устья.
Вблизи Горушек, на противоположном берегу Дернея, расположена более крупная деревня Родина.

## Население
| 2002 | 2010 | 2021 |
| ---- | ---- | ---- |
| 18   | ↘9   | ↘8   |